# Coppa Bernocchi 1978
La Coppa Bernocchi 1978, sessantesima edizione della corsa, si svolse il 22 agosto 1978 su un percorso di 218 km. Era valida come evento del circuito UCI categoria CB1.1. La vittoria fu appannaggio dell'italiano Giovanni Battaglin, che terminò la gara in 5h35'00", alla media di 40,082 km/h, precedendo i connazionali Alfredo Chinetti e Wladimiro Panizza. L'arrivo e la partenza della gara furono a Legnano.

## Ordine d'arrivo (Top 10)
| Pos. | Corridore          | Squadra            | Tempo    |
| ---- | ------------------ | ------------------ | -------- |
| 1    | Giovanni Battaglin | Fiorella-Citroën   | 5h35'00" |
| 2    | Alfredo Chinetti   | Selle Royal        | a 2'23"  |
| 3    | Wladimiro Panizza  | Vibor              | a 2'23"  |
| 4    | Bruno Wolfer       | Zonca-Santini      | a 2'23"  |
| 5    | Phil Edwards       | Sanson-Campagnolo  | a 2'30"  |
| 6    | Valerio Lualdi     | Bianchi-Piaggio    | a 4'35"  |
| 7    | Mario Beccia       | Sanson-Campagnolo  | a 4'35"  |
| 8    | Walter Santeroni   | Gis Gelati         | a 4'35"  |
| 9    | Vicenzo De Caro    | Mecap-Selle Italia | a 4'35"  |
| 10   | Marino Basso       | Gis Gelati         | a 4'46"  |